# Luís Miguel Cintra
Luís Miguel Cintra (ur. 29 kwietnia 1949 w Madrycie) – portugalski aktor filmowy i teatralny. W swojej karierze wystąpił w niemal 90 filmach. 
Znany na arenie międzynarodowej głównie z częstej współpracy z reżyserem Manoelem de Oliveirą. Zagrał u niego w kilkunastu filmach, takich jak m.in. Atłasowy trzewiczek (1985), Kanibale (1988), Non albo czcza chwała rządzenia (1990), Boska komedia (1991), Dolina Abrahama (1993), Puszka (1994), Klasztor (1995), List (1999), Reguła niepewności (2002), Magiczne zwierciadło (2005) czy Gebo i cień (2012).
W 1973 wraz z Jorge Silvą Melo założył Teatro da Cornucópia w Lizbonie, który istniał do 2016. W 2005 został laureatem prestiżowej Nagrody im. Fernando Pessoi za wkład w portugalską kulturę.